# Approximalkontakt

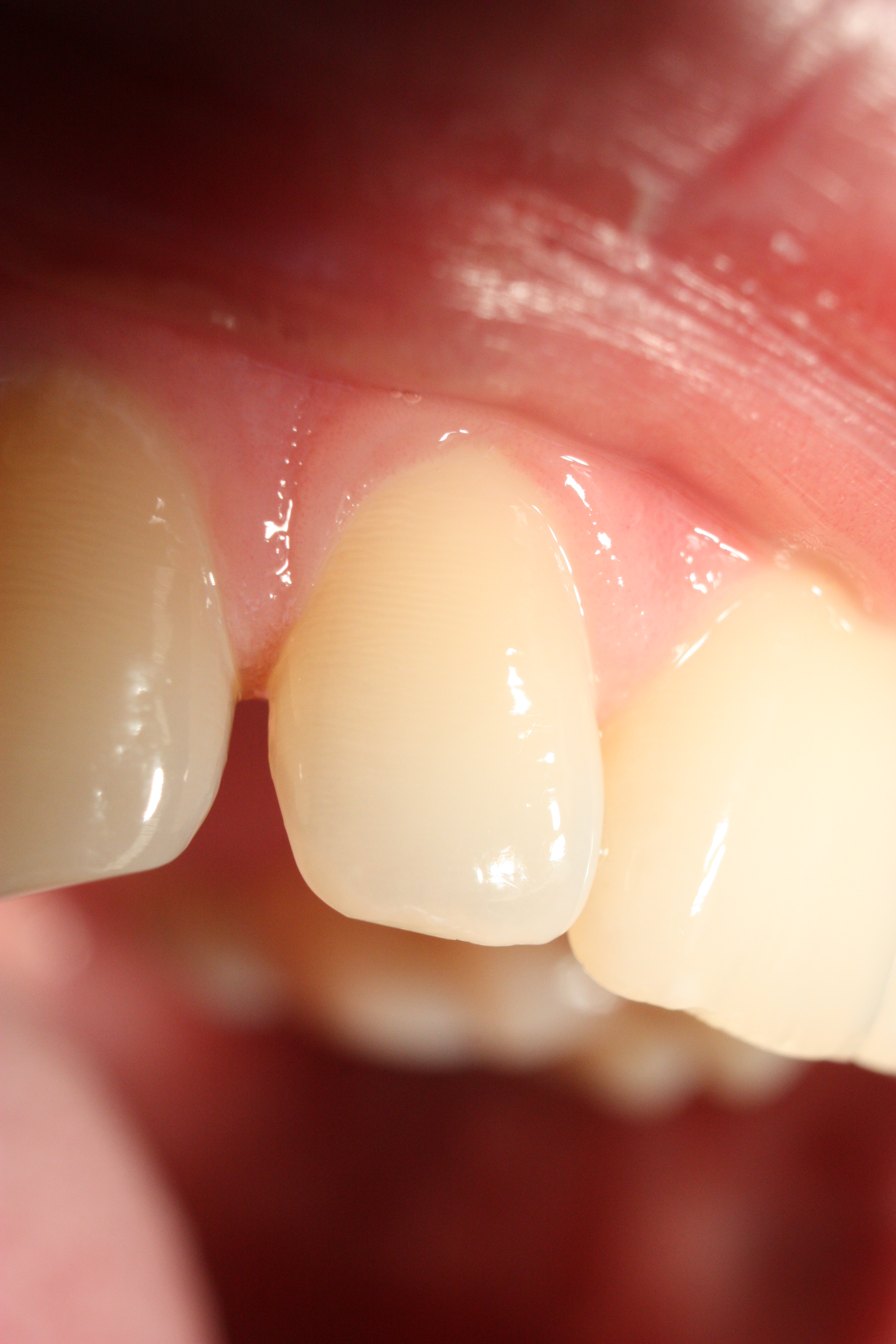
Fehlender Approximalkontakt zwischen dem rechten seitlichen Schneidezahn (Zahn 12) und dem Eckzahn (Zahn 13).

Der Approximalkontakt (lateinisch: approximare – annähern;  contingere berühren) bezeichnet in der Zahnmedizin den physiologischen Berührungsbereich zweier benachbarter Zähne. Der Approximalkontakt liegt normalerweise bei einem natürlichen Zahn ungefähr einen Millimeter unterhalb der Randleiste, einem kleinen Schmelzwulst am mesialen beziehungsweise distalen Rand der Okklusalfläche (Kaufläche). Unmittelbar nach dem Zahndurchbruch ist der Kontaktbereich punktförmig (Approximalkontaktpunkt). Mit zunehmendem Alter entsteht daraus durch die physiologische Zahnbeweglichkeit mittels Attrition eine Approximalfläche, die mesial (vorne) konkav (nach innen gewölbt) und  distal (hinten) konvex geformt ist. Der Berührungspunkt der beiden unteren, mittleren Schneidezähne (lateinisch: Incisivi) wird Inzisalpunkt genannt.

## Lage
Der Raum zwischen Kontaktpunkt und Zahnfleisch-Rand wird als Approximalraum (auch: Interdentalraum, Zahnzwischenraum) bezeichnet. Am Approximalkontakt berühren sich die benachbarten Zahnkronen. Er befindet sich im sogenannten Approximalraum und ist auf dem Zahnäquator, dem größten Umfang eines Zahnes im Bereich der Zahnkrone zu finden.

## Medizinische Bedeutung
Neben dem Zahnhalteapparat werden Zähne im Zahnbogen auch durch die Approximalkontakte stabilisiert. Während der Nahrungsaufnahme werden durch den straffen Approximalkontakt keine Speisereste von okklusal in den Interdentalraum gepresst. Die oralen und vestibulären Zahnfleischpapillen liegen im Schutzbereich des Approximalkontakts. Plaqueretentionsstellen sollen vermieden werden. Gleichzeitig kann er jedoch mit der Zahnseide bei richtiger Anwendung im Rahmen der Zahnreinigung überwunden werden. Die Attrition, die nur gering ausfällt, wird durch eine leichte physiologische Mesialbewegung der Zähne wieder ausgeglichen, so dass die Zähne trotzdem seitlichen Kontakt behalten.

## Zahnmedizinische Rekonstruktionen

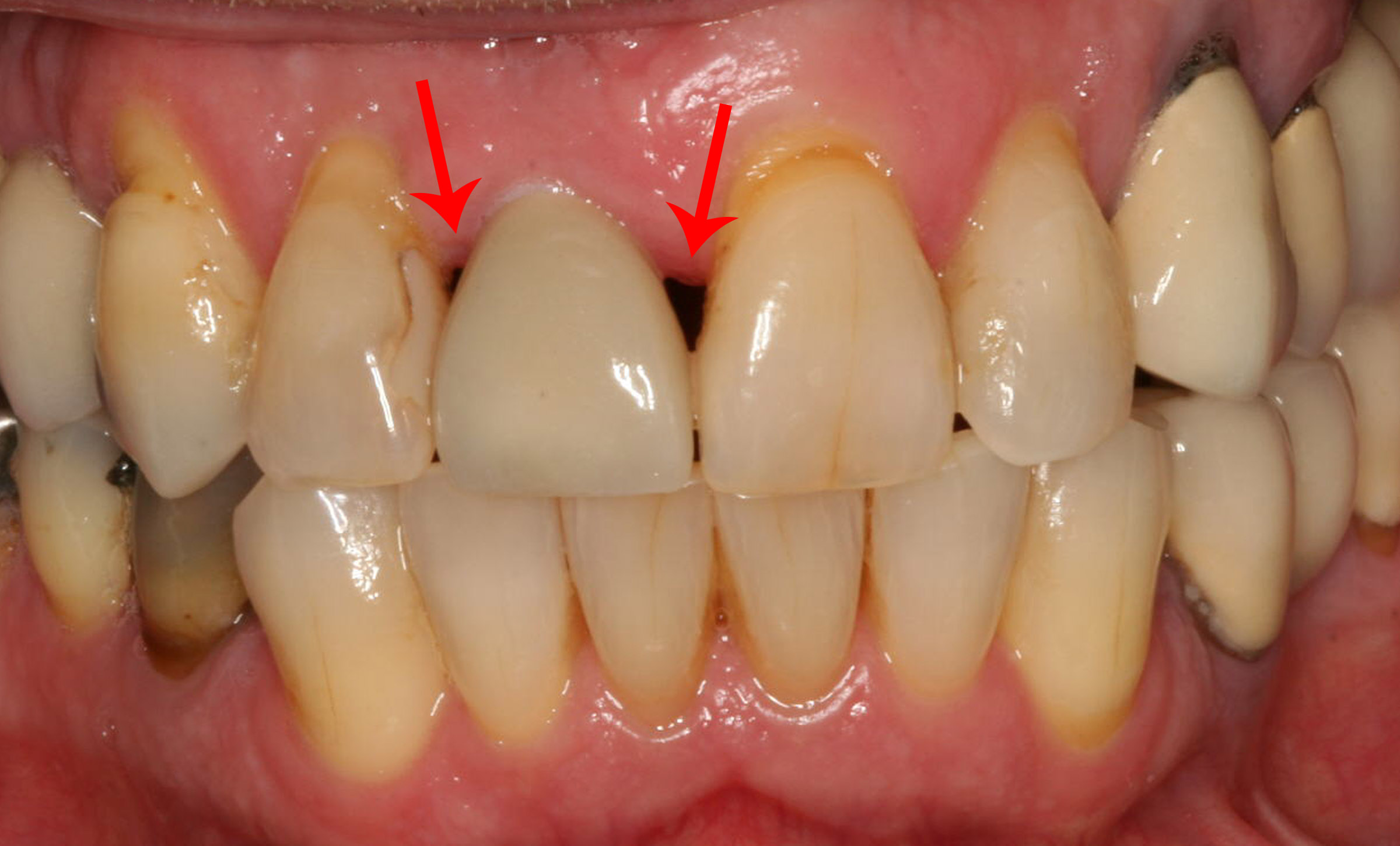
Kosmetisch störender, weiter Approximalraum im Bereich der Frontzähne

Bei Restaurationen wie Zahnfüllungen, künstlichen Zahnkronen oder Zahnersatz muss der Approximalkontakt wiederhergestellt werden. Bei Fehlen des Approximalkontakts oder bei zu schwacher Ausprägung können sich die Nachbarzähne verschieben und Nahrungsbestandteile oder Speisereste zwischen den Zähnen ins Zahnfleisch einschieben und dadurch dauerhaft schädigen. Aufgrund der erschwerten Reinigungsbedingungen kann sonst im Approximalraum das Entstehen einer Approximalkaries begünstigt werden. Im Frontzahnbereich sind schwarze Dreiecke (Black triangle disease) im Bereich des Approximalraums kosmetisch störend, so dass in diesem Fall bei rekonstruktiven Maßnahmen der Approximalkontakt in Richtung Zahnfleischsaum verlängert wird.